# Banbridge
Banbridge est une ville située dans le comté de Down en Irlande du Nord. 

## Présentation
En 1712, Banbridge a été nommé d'après un pont construit sur la rivière Bann qui traverse la ville. La ville s'est développée comme un relais pour chevaux sur la route de Belfast à Dublin. 
La population était de 41 392 personnes lors du recensement de la population de 2013. Selon les statistiques, la population est composée de 33,7 % de catholiques et de 63,7 % de protestants.

## Personnalités liées à la commune
- La ville de Banbridge est le lieu de naissance du navigateur et explorateur Francis Crozier.
- Le prix Nobel de physique, Ernest Walton, a étudié à l'école de Banbridge.
- Richard Tighe Harris (1833-1907), prospecteur, cofondateur de la ville de Juneau en Alaska, né à Banbridge.
- L'historien Eric Robertson Dodds (1893-1979), spécialiste de la Grèce antique, est né à Banbridge.